# کاستل ساردو
کاستل ساردو (به ایتالیایی: Castelsardo) یک کومونه در ایتالیا است که در استان ساساری واقع شده‌است.

## خصوصیات
کاستل ساردو ۴۵٫۴۸ کیلومترمربع مساحت و ۵٬۸۴۶ نفر جمعیت دارد و ۱۱۴ متر بالاتر از سطح دریا واقع شده‌است.

## نگارخانه

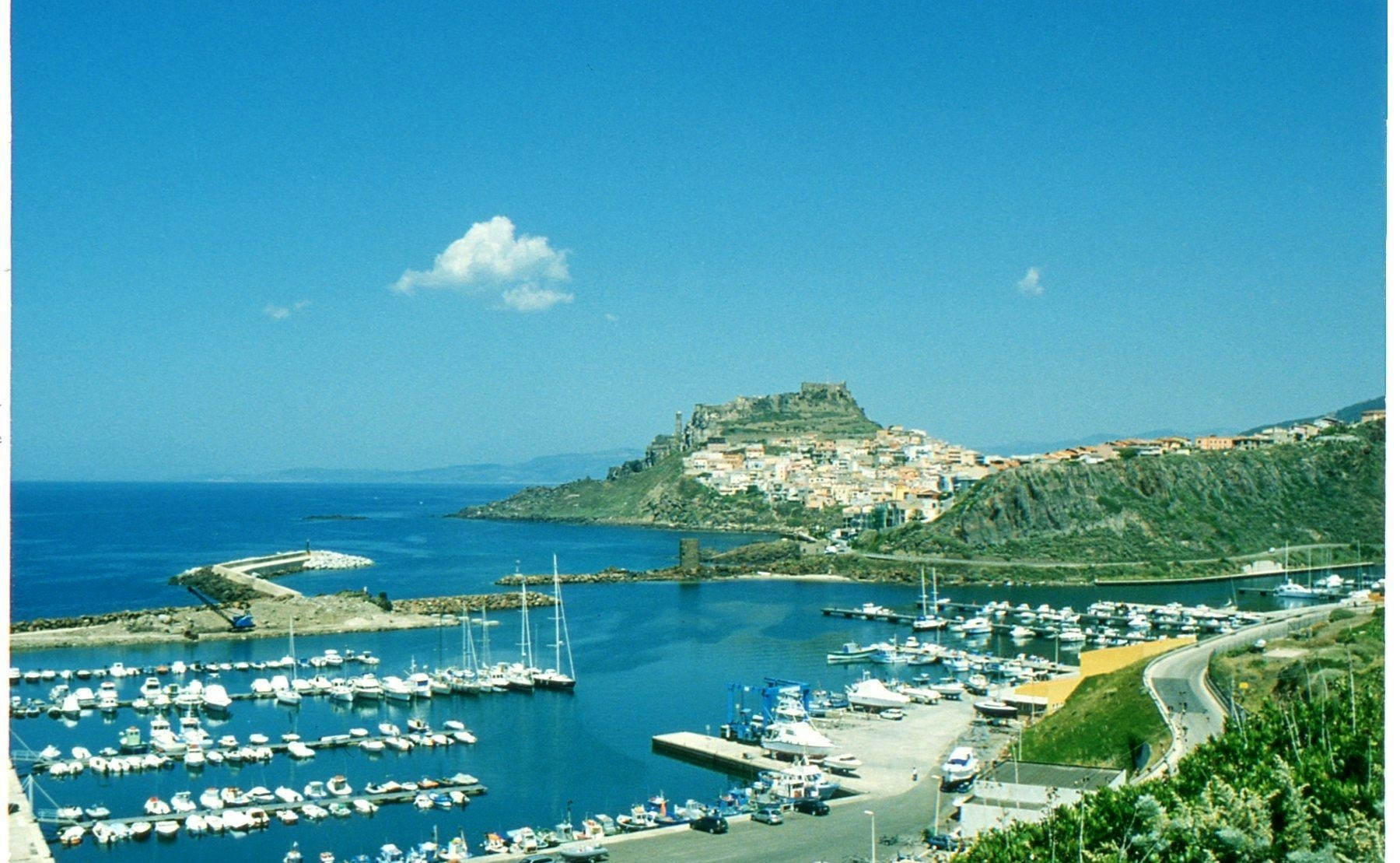
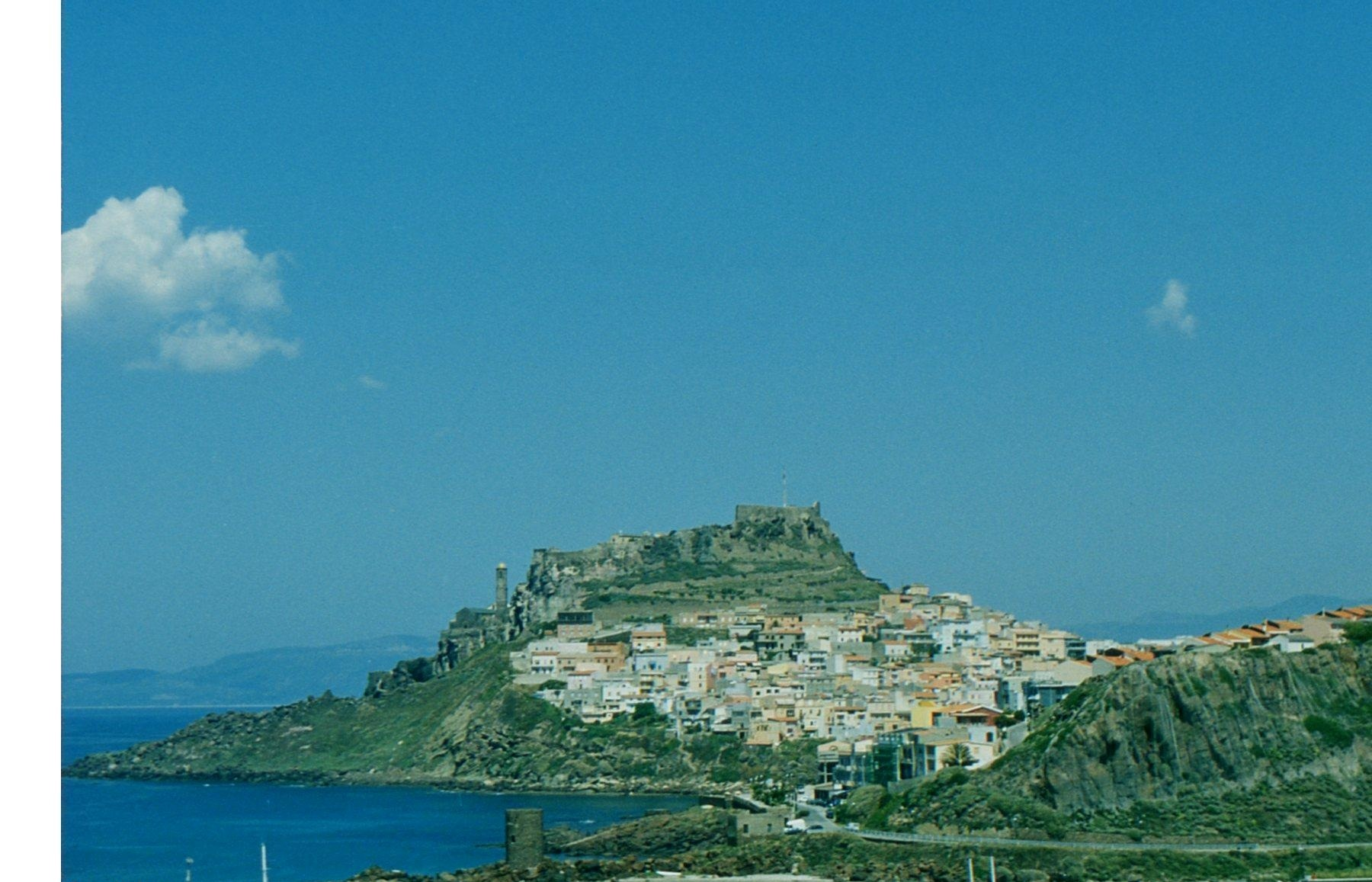
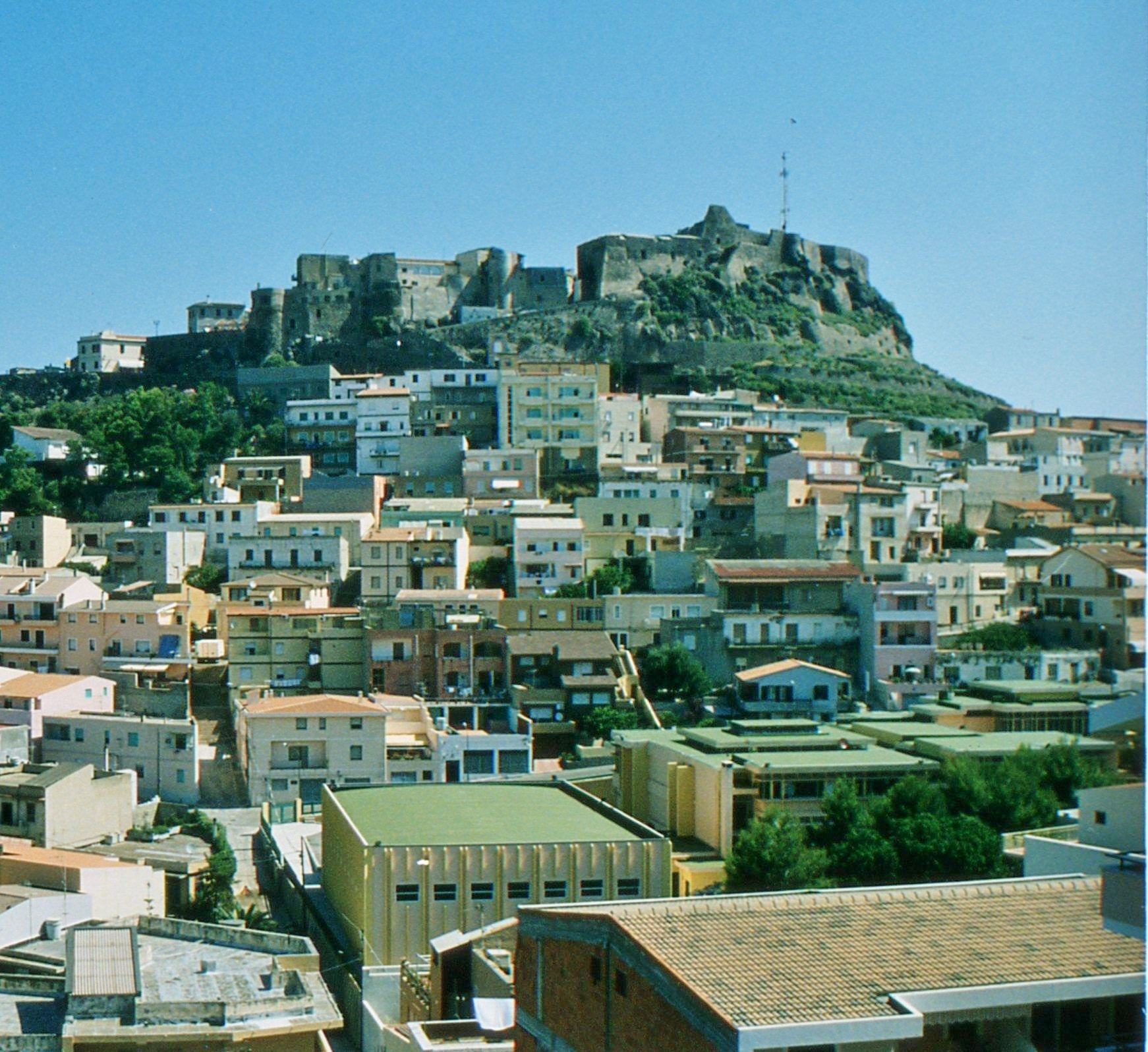